# Bitka pri Stony Point
Bitka pri Stony Point se je odvijala 16. julija 1779 med ameriško revolucionarno vojno. V dobro načrtovanem in izvedenem nočnem napadu je visoko usposobljena izbrana skupina vojakov kontinentalne vojske Georgea Washingtona pod poveljstvom brigadnega generala Anthonyja Wayna, imenovanega "Nori Anthony", premagala britanske čete v hitrem in drznem napadu na njihovo postojanko v Stony Pointu v New Yorku, ki se nahaja v današnjem okrožju Rockland, približno 30 mi (48 km) severno od New Yorka.
Britanci so utrpeli velike izgube v bitki, ki je bila pomembna zmaga v smislu morale za kontinentalno vojsko. Čeprav je general Washington takoj po bitki ukazal evakuacijo utrdbe, so to ključno prehodno mesto kasneje v vojni uporabljale enote kontinentalne vojske za prečkanje reke Hudson v zadnjih fazah vojne.

## Ozadje
Po predaji generala Johna Burgoyna po bitkah pri Saratogi oktobra 1777 in kasnejšem vstopu Francije v vojno kot ameriške zaveznice, se je britanska strategija pri obravnavanju uporniških Američanov morala spremeniti. V severnih državah se je njihova strategija zmanjšala na napade na cilje gospodarskega in vojaškega pomena ter neuspešne poskuse, da bi generala Georgea Washingtona in njegovo kontinentalno vojsko prisilili v odločilen spopad. Washington je svojo vojsko razporedil na močnih položajih okoli glavne britanske baze v New Yorku in se ni pustil izvabiti iz njih.
Britanski vojaški načrti za leto 1779 so bili ambiciozni, vendar so bili na koncu ovirani, po mnenju njihovega vrhovnega poveljnika v Severni Ameriki, generalpodpolkovnika sira Henryja Clintona, zaradi pomanjkanja delovne sile in zamud pri prihodu obljubljene delovne sile za kampanjo. Clinton je želel prisiliti Washingtona, da oslabi tabor kontinentalne vojske v Middlebrooku v severnem New Jerseyju, nato pa bi z močjo odkorakal iz New Yorka in ga zavzel. To bi po Clintonovem mnenju, ogrozilo Washingtonove oskrbovalne linije in ga izvabilo iz višav ob reki Hudson na ugodnejši teren za splošni spopad.

### Britanske razporeditve
Konec maja 1779 je general Clinton vodil silo približno 8.000 mož navzgor po reki North (ali Hudson) kot začetno potezo v tej strategiji. Britanski strategi so spoznali, da lokacija Stony Point predstavlja vitalno območje, ki je nadzorovalo ta del reke Hudson in vhod v Hudson Highlands, ter bližnji prehod Kings Ferry. Zaradi tega so se odločili, da ga napadejo. General Clinton je z približno 6.000 britanskimi, lojalističnimi in hesenskimi vojaki pod svojim poveljstvom plul po Hudsonu, prepeljan z kraljevo mornarico in se izkrcal brez odpora.
Stony Point je branila skromna sila, ki je štela okoli 40 ameriških patriotov in preden je pobegnila na sever, je majhna garnizija zažgala leseno utrdbo, ki je bila nedokončana utrdba, zgrajena na vrhu Stony Pointa. Britanske sile so, da bi zavzele bližnjo utrdbo Lafayette, privlekle več topov po strmih in razgibanih pobočjih Stony Pointa in uporabile razgledno točko za obstreljevanje utrdbe Lafayette. Ta poteza je učinkovito zaprla King's Ferry, glavno rečno prečkanje na tej ozki točki reke, približno 10 mi (16 km) južno od West Pointa in 35 mi (56 km) severno od New Yorka.
Medtem, ko je čakal na prihod okrepitev, da bi lahko odkorakal na Middlebrook, je Clinton v začetku julija poslal Williama Tryona in več kot 2.000 vojakov na roparsko odpravo proti obalnim skupnostim v Connecticutu, retrospektivno je trdil, da je bil njegov namen potegniti Washingtonove čete dlje na vzhod. Clinton je zmanjšal garnizije v Stony Pointu in Verplanckovem Pointu za operacijo, ki ni uspela izvabiti Washingtona iz njegovih taborišč.
Stony Point je bil garniziran z elementi 17. pehotnega polka pod poveljstvom podpolkovnika Henryja Johnsona. 17. polk je bil okrepljen z grenadirsko četo, ki je pripadala enemu od dveh bataljonov 71. polka in močnim oddelkom Loyal American Regiment. Oddelek Kraljeve artilerije je upravljal petnajst poljskih topov, ki so vključevali pet železnih in dva medeninasta topa, štiri minomete in štiri majhne havbice. Topnjača Kraljeve mornarice je bila dodeljena za zaščito rečnih pristopov do utrdb, oborožena jadrnica Vulture pa je bila prav tako zasidrana v tistem delu reke.
Washington je opazoval gradnjo utrdb skozi teleskop z vrha bližnje gore Buckberg. Zgodovinarji verjamejo tudi, da je uporabil obveščevalne podatke, zbrane od lokalnih trgovcev, da bi dobil boljšo predstavo o moči garnizije, vrstah uporabljenih gesel in postavitvi stražarjev – zlasti na južni strani točke, ki ni bila vidna z Buckberga. V tem času je oblikoval načrt napada in izbral poveljnika, ki ga bo vodil – brigadnega generala Anthonyja Wayna, poveljnika Pennsylvania Line.
Britanski položaj v Stony Pointu je bil utrjen, vendar nikoli ni bil mišljen kot prava trdnjava v evropskem smislu besede iz 18. stoletja. Ni bil uporabljen kamen in niso bile zgrajene stene. Obramba je bila sestavljena iz zemeljskih flešov (topniških položajev) in lesenih abatisov (podrtih dreves, zašiljenih na koncu in postavljenih v zemeljske nasipe). Obramba je bila postavljena na skalnati vzpetini, dostopni le z zahoda, spredaj zaščitena z vodnim jarkom in na obeh bokih z obsežnimi močvirnatimi območji.

### Ameriške sile in taktika
Za napad na položaj je bil 12. junija ustanovljen Korpus lahke pehote, poveljstvo pa je bilo dodeljeno generalu Waynu. Korpus lahke pehote je bil elitna, začasna bojna organizacija, ki je bila vsako leto med letoma 1777 in 1781 sestavljena iz čet lahke pehote vsakega polka v Washingtonovi vojski. Korpus iz leta 1779 je bil organiziran v brigado štirih polkov, vsak sestavljen iz dveh bataljonov po štiri čete, z naslednjim bojnim redom:
- 1. polk, poveljeval polkovnik Christian Febiger iz 2. virginijskega polka: šest čet virginijskih in dve četi pensilvanijskih vojakov

- 2. polk, polkovnik Richard Butler (9. pensilvanijski polk): po štiri čete Pensilvancev in Marylandčanov;[6]

- 3. polk, polkovnik Return J. Meigs Sr. (6. connecticut polk): osem čet connecticut vojakov

- 4. polk, delno organiziran oddelek šestih čet masachusettskih vojakov in dveh čet severnokarolinskih, začasno poveljeval major William Hull (8. masachusettski polk). 4. polk je bil v celoti organiziran avgusta in dodeljen poveljstvu polkovnika Rufusa Putnama.[7]

Načrt je predvideval nočni napad na utrdbe, ki naj bi ga izvedlo 1.350 mož korpusa. Vsak polk je sestavljalo 300 do 340 mož, celotna sila pa je vključevala topniški oddelek za upravljanje zajetih britanskih poljskih topov. Po vojaški doktrini 18. stoletja to ni bilo dovolj mož za zavzetje dobro pripravljenega obrambnega položaja, vendar je Washingtonov načrt poleg elementa presenečenja izkoriščal usodno napako v utrdbah.
Leseni abatis ob južni obali točke se niso raztezali v globoko vodo Hudsona in so jih napadalci lahko obšli po ozki plaži ob oseki. Glavni napad bi bil vzdolž tega pristopa, vendar je Washington svetoval, da se, če je izvedljivo, lahko izvedejo tudi sekundarni in diverzijski napadi vzdolž severne obale točke in čez nasip do centra.
Washington je Waynu dal navodila, skupaj z dovoljenjem za spreminjanje načrta po potrebi. To je bilo nenavadno dejanje za Washingtona in kaže na visoko mnenje, ki ga je imel o Waynovih taktičnih sposobnostih. Napad bi bil težak: izveden bi bil sredi noči, zahteval je, da se možje povzpnejo po strmih, skalnatih straneh Stony Pointa in zahteval presenečenje. Da bi dosegel ta zadnji element, je Washington ukazal, da možje nosijo nenaložene muškete in napadajo samo z bajoneti, da bi ohranili tišino, taktiko, ki jo je pogosto uporabljala britanska vojska in je bila dve leti prej uničujoče uporabljena proti Waynu v pri Paoliju.
Izjema pri naloženem orožju sta bili dve četi lahke pehote Severne Karoline, ki jima je Wayne ukazal, naj prečkajo nasip in izvedejo demonstracijski napad v središču britanske obrambe, kjer so Britanci pričakovali napad. Temu bataljonu, ki mu je poveljeval major Hardy Murfree, je bilo naročeno, naj s svojim orožjem izvede "nadležno streljanje" kot diverzijsko taktiko.
Wayne je izbral Butlerjev 2. polk s približno 300 možmi za izvedbo napada vzdolž severne obale točke, medtem ko bi Wayne sam vodil glavno kolono na jugu, ki jo sestavljajo 1. in 3. polk ter Hullov oddelek lahke pehote iz Massachusettsa. Kolone so razporedile napredno silo 100 in 150 mož, ki so uporabljali sekire za odstranjevanje ovir, pri čemer je bilo 20 mož iz vsake napredne sile dodeljenih kot predhodnica, da bi zaščitili silo in bili prvi, ki bi vstopili v obrambne položaje Britancev. Wayne je napovedal, da bo podelil nagrade prvim možem, ki so vstopili v dela in vsem drugim, ki so se odlikovali v akciji.

## Bitka
Po jutranjem zboru 15. julija, je korpus lahke pehote začel pohod iz Sandy Beach severno od Fort Montgomery opoldne. Vsi civilisti, ki so jih srečali na poti, so bili pridržani, da bi jim preprečili opozarjanje Britancev. Kolona, ki je bila pogosto prisiljena marširati v enojni vrsti po neravnem terenu in cestah, ki so bile komaj kaj več kot poti, je ubrala ovinkasto pot zahodno skozi Queensboro na zahod in čez Dunderberg Mountain, da bi se izognila odkritju s strani Britancev. Korpus je začel prihajati ob 20. uri na kmetijo Springsteel, miljo in pol (2 km) zahodno od utrdb, in do 22. ure je bil oblikovan v napadalne kolone.
Možje so dobili obrok ruma in svoja povelja. Dobili so tudi kose belega papirja, ki so si jih pripeli na klobuke, da bi se v temi lažje ločili od Britancev. Kolone so se nato ob 23:30 premaknile na svoja izhodišča, takoj se razširile, da bi začele napad ob polnoči. Te napadalne kolone so vodile skupine prostovoljcev, imenovane "Forlorn hope (izgubljeno upanje", ki so bile odgovorne za prebijanje lukenj v sovražnikovi obrambi in so bile poleg orožja oborožene s sekirami in krampi.
Slabo vreme tisto noč je pomagalo kontinentalcem. Oblaki so zakrili mesečino in močni vetrovi so prisilili britanske ladje v Haverstraw Bay, da so zapustile svoja mesta pri Stony Pointu in se premaknile navzdol po reki. Ob polnoči, kot je bilo načrtovano, se je napad začel s kolonami, ki so prečkale močvirnate boke točke. Južna kolona je nepričakovano ugotovila, da je njen pristop poplavljen z dvema do štirimi čevlji vode (0,6 do 1,2 metra) in je potrebovala trideset minut, da je prebrodila do prve linije abatisov, medtem ko so jo in Murfeejevo demonstracijsko silo opazili britanski stražarji in nanjo streljali.
Pod strelnim ognjem je Waynova kolona uspela priti znotraj britanske prve obrambne linije. Wayna je v glavo zadela izstreljena krogla iz muškete in je padel na tla, tako da je polkovnik Febiger prevzel poveljstvo Waynove kolone. Medtem je Butlerjeva kolona uspela prebiti abatis, pri čemer je utrpela edino izgubo življenja na ameriški strani. Obe koloni sta prodrli v britansko linijo skoraj istočasno in zavzeli vrh, ko se je šest čet 17. pehotnega polka postavilo nasproti diverzijskemu napadu in bilo odrezanih.
Zaradi prikritega pristopa patriotskih napadalnih sil k britanski obrambi na pobočjih hriba, topovi, ki so jih Britanci postavili na vrh prav za takšne obrambne namene, niso bili uspešni pri odbijanju napada. Zaradi hitrosti, s katero so se premikali patriotski pešaki, britanski topovi niso mogli biti spuščeni pod dovolj nizkim kotom, da bi zadostno nadlegovali moške, ki so napadali hrib.
Prvi moški, ki je vstopil v britanske zgornje utrdbe, je bil podpolkovnik Francois de Fleury, aristokratski francoski inženir, ki je poveljeval bataljonu 1. polka. Sledili so mu poročnik Henry Knox, narednik William Baker, narednik William Spencer in narednik George Donlop. Ko so moški vstopili v britanske utrdbe, so vzkliknili: "Trdnjava je naša!" – vnaprej dogovorjena geslo za razlikovanje prijatelja od sovražnika. Akcija je trajala 25 minut in je bila končana do 1. ure zjutraj.
Waynove izgube so bile 15 mrtvih in 83 ranjenih. Ujetih je bilo 546 ujetnikov, od katerih jih je bilo 74 ranjenih. Nekateri patriotski viri so navajali, da je bilo 63 britanskih mrtvih, vendar vojaški zgodovinar Mark M. Boatner sprejema uradno britansko poročilo o 20 mrtvih. Vendar pa poročilo (od podpolkovnika Johnsona siru Henryju Clintonu 24. julija) navaja tudi 58 pogrešanih, ločeno od mrtvih, ranjenih in ujetih, od katerih so se mnogi morda utopili v Hudsonu.
Pred zoro je Wayne poslal kratko sporočilo Washingtonu: "Trdnjava in garnizija, s polkovnikom Johnstonom, so naše. Naši častniki in možje so se obnašali kot možje, ki so odločeni biti svobodni." Naslednji dan je Washington prijahal, da bi pregledal bojišče in čestital vojakom. Za svoje podvige je Wayne prejel medaljo kongresa, eno redkih, podeljenih med revolucijo.

## Posledice
Čeprav je bila strateška vrednost zavzetja Stony Pointa sporna, je bila kljub temu velika zmaga za moralo kontinentalne vojske. Njena minimalna strateška vrednost je bila v tem, da je potrdila Washingtonovo oporišče na bližnjem West Pointu. Washington je obiskal bojišče 17. julija in pohvalil moške, odgovorne za njegovo zavzetje, potem ko si je ogledal težak teren, ki so ga prečkale napadalne sile.
Washingtonova navodila Waynu so dopuščala možnost napada na Verplanck's Point, ko bi bil Stony Point zavzet. Kot del napada na Stony Point je Washington dve brigadi usmeril, da se začneta premikati proti Verplanck'su, in poslal polkovnika Rufusa Putnama z majhno silo, da preusmeri pozornost britanske garnizije. Putnam je lahko začel preusmeritveni ogenj proti Verplanck'su kmalu po začetku napada na Stony Point in uspešno je preusmeril Britance do jutra.
Zjutraj 16. so Waynove sile obrnile topove Stony Pointa proti Verplanck'su, vendar ogenj na dolge razdalje ni povzročil pomembne škode. Ogenj je bil vendarle zadosten, da je spodbudil Vulture, da je prerezala sidro in se spustila po toku. Washington je nato poslal generala Roberta Howa, da vodi dve brigadi, da oblegata Verplanck's 17., vendar sila ni bila opremljena z ustreznim topništvom ali oblegovalno opremo in ni mogla storiti veliko več kot blokirati utrdbo. 18. so bile nekatere britanske čete izkrcane z ladij, poslanih navzgor po reki in govorilo se je, da jih prihaja več po kopnem, zato se je Howe odločil za umik.
Washington ni nameraval zadržati obrambnih del in Stony Point so Američani zapustili 18. julija, potem ko so odnesli zajete topove in zaloge. Britanci so za kratek čas ponovno zasedli lokacijo, le da so jo zapustili oktobra, ko je general Clinton pripravljal veliko ekspedicijo v južne države.
Nekateri zajeti častniki so bili izmenjani takoj po bitki, vendar je bilo več kot 400 ujetnikov drugih činov odpeljanih v taborišče za ujetnike v Easton, Pennsylvania. Neuspešen poskus majhnega števila ujetnikov 17. julija, da bi premagali svoje ječarje, je povzročil smrt enega britanskega narednika in ranitev približno 20 drugih.
Sodobni patriotski zapisi ugotavljajo, da je Wayne prizanesel garniziji Stony Point kljub domnevnemu ravnanju z njegovimi lastnimi možmi v "pokolu pri Paoliju" leta 1777. Britanska poročila so tudi opazila, da je bila garniziji takoj izkazana nepričakovana milost.
Zaradi relativne lahkosti, s katero je kontinentalna vojska zavzela utrdbo, pa je bil britanski poveljnik Stony Pointa polkovnik Johnson, pred vojaškim sodiščem v New Yorku obtožen neustrezne obrambe.

### Geografija
Nahaja se približno 30 mi (48 km) severno od New Yorka, lokacija utrdbe pri Stony Pointu je bila vitalno mesto v smislu nadzora nad spodnjo reko Hudson, kot tudi nadzora nad glavnim trajektnim prehodom, znanim kot Kings Ferry, ki je prečkal med Stony Pointom in Verplanck's Pointom.Ta trajektni prehod je bil ključnega pomena za obe strani, saj je bil glavna točka za izmenjavo trgovine in zalog iz Nove Anglije v preostale kolonije.
12 mi (19 km) severno od Stony Pointa je bil West Point. To je utrdbo naredilo še bolj ključno za varnost te regije. West Point je bil strateška utrdba za kontinentalno vojsko generala Georgea Washingtona, saj sta bila utrdba in obramba tam ključna za ohranjanje nadzora nad zgornjim tokom reke Hudson.
Približno trikotni rt, ki sega v reko Hudson tik pod Peekskillom v New Yorku, s strmimi skalnatimi pobočji, ki se dvigajo do 45 metrov visokega vrha, se Stony Point ponaša z mogočno naravno obrambo. Zaradi tega je bil napad na položaj tako zastrašujoča naloga in ji nadel vzdevek 'Mali Gibraltar'.
V času bitke je bil Stony Point praktično otok, obdan z vodo z vseh strani razen z zahoda, kjer je močvirnato območje skoraj popolnoma ločilo rt od suhe zemlje. Danes je močvirje večinoma suho, sicer pa je položaj relativno nespremenjen, razen svetilnika in muzeja z drugimi objekti državnega parka na vrhu hriba.

### Ohranjanje bojišča
Stony Point Battlefield ohranja bojišče in ponuja interpretativne materiale, oglede in demonstracije, predvsem v poletni sezoni. Muzej na najdišču prikazuje artefakte iz bitke, vključno s havbico in dvema minometoma. Najdišče je bilo leta 1961 razglašeno za Nacionalni zgodovinski spomenik in je bilo leta 1966 uvrščeno v Nacionalni register zgodovinskih krajev.
Mnoge izvirne umetne obrambe, ki so jih zgradili Britanci, obstajajo še danes. Oznake in spominska obeležja spominjajo na določene znamenitosti in lokacije ključnih bitk na vrhu utrdbe. Pobočja, ki vodijo do vrha, ki so bila v času bitke očiščena vsega listja in vegetacije za maksimalna obrambna doseg strelnega ognja, so zdaj prerasla z vegetacijo.

### V medijih
Fiktivna različica bitke je prikazana v tretji sezoni televizijske serije AMC (televizijski kanal) Turn: Washington's Spies. Bitka je napačno prikazana kot da se je zgodila pozimi namesto poleti, Američane pa vodi major Benjamin Talmadge namesto generala Anthonyja Wayna.